# Zdeňka Laštovičková
Zdeňka Laštovičková (* 29. října 1955 Hořice) je šperkařka, designérka, sochařka a pedagožka. V letech 2000-2015 byla ředitelkou Střední uměleckoprůmyslové školy sklářské v Železném Brodě.

## Život
Zdeňka Laštovičková absolvovala v letech 1970-1974 Střední uměleckoprůmyslovou školu sklářskou v Železném Brodě a v letech 1975-1982 studovala na Vysoké škole uměleckoprůmyslové v Praze v ateliéru šperku, skla a glyptiky prof. Josefa Soukupa. V letech 1983-1984 učila na Střední uměleckoprůmyslové škole šperkařské v Turnově, poté od roku 1985 vyučovala vzorkařství skleněné bižuterie na SUPŠS v Železném Brodě.
V letech 2000-2015 byla ředitelkou SUPŠS Železný Brod. Během jejího působení byla rekonstruována školní sklářská pec (2007), uskutečnila se Letní sklářská dílna (2012) a výuka prošla výraznou modernizací zavedením informačních a komunikačních technologií. V letech 2015-2017 byla členkou představenstva České sklářské společnosti. Ta rozhoduje o čestném členství a každoročně uděluje Sklářskou cenu.
Zúčastnila se sympozií Šperk a drahokam v Turnově (1984, 1989), sympozia ve Smržovce (1996) a sympozia Český granát v Turnově (2000). Vystavuje od roku 1983, samostatně od roku 1986. Spolupracuje s módními návrháři.

## Dílo
Zdeňka Laštovičková pracuje se stříbrem, niklovanou mosazí a pakfongem a šperky zdobí sklem, polodrahokamy nebo barevnou pryskyřicí. Jejím autorským přínosem je užití tzv. lehaného skla zbarveného lahvově zelenou nebo sytě modrou barvou ve formě nepravidelných jehlanů zasazených do stříbrného rámu brože. Využívá také drobné české granáty, které se nehodí k broušení a zalévá je do tyčinek z čirého skla, které pak vybrušuje jako součásti šperku.

### Zastoupení ve sbírkách
- Moravská galerie v Brně[6]
- Muzeum Českého ráje v Turnově
- Muzeum skla a bižuterie v Jablonci nad Nisou
- Severočeské muzeum p.o., Liberec
- Uměleckoprůmyslové museum v Praze

### Výstavy

#### Autorské
- 1986 Zdeňka Laštovičková: Šperk, Galerie Karolina, Praha
- 1990 Galerie Tiller, Vídeň
- 1991 Galerie Praha, Bratislava (s Lenkou Beranovou)
- 1993 Galerie A + G, Praha
- 1995 Středoevropská galerie, Praha (s L. Roztočilovou)
- 2005 Zdeňka Laštovičková: Podoby, sklo, šperk, kámen, Galerie Belveder, Jablonec nad Nisou

#### Kolektivní (výběr)
- 1983 Mezinárodní výstava bižuterie, Jablonec nad Nisou
- 1983 Český šperk 1963-1983, Středočeské muzeum, Roztoky
- 1983 Současný oděv a šperk, KaSS, Mariánské Lázně
- 1984 Mladí výtvarníci Semilska, Semily
- 1985 Výstava prací absolventů vysokých uměleckých škol. XIII. výtvarné léto Maloskalska, Výstavní síň Malá Skála
- 1985 Oděvy a šperky, Vlastivědné muzeum Olomouc
- 1986, 1987, 1988 Oděvy, šperky a doplňky, Galerie Na Můstku, Praha
- 1987 Užité umění výtvarných umělců do 35 let, Mánes, Praha
- 1989 Jozef Soukup a jeho žáci, Galerie Václava Špály, Praha
- 1990 Kov a šperk: Oborová výstava, Galerie Václava Špály, Praha
- 1991 Spitzen aus Prag, Mnichov
- 1991 Glass Jewellery, Galerie RVDD Den Haag
- 1992 Glasschmuck, Hanau, Brémy, Mnichov, Lübeck
- 1992 Šperk a drahokam, Moravská galerie v Brně
- 1992 Aura, Výstava drobnej plastiky, umeleckého šperku a odevného doplnku, Galéria mesta Bratislavy
- 1993 Kov - šperk 1993, Dům umění města Brna
- 1993 New Frontiers, Leamington Spa Art Gallery & Museum, Leamington Spa, USA
- 1994 Bohemian Glass, Czech Centre, Londýn, Warwickshire Museum, Warwick, Peterborough Museum and Art Gallery
- 1995 New Czech Jewellery, Barbican Centre, Londýn
- 1998 Oděvy, šperky a doplňky, Galerie Na Můstku, Praha
- 1999 Módní přehlídky s H. Fejkovou, Praha
- 2003 Český šperk 1950 až 2000, Císařská konírna Pražského hradu
- 2009 Glas im Tschechischen Schmuck, Tschechisches Zentrum Wien (České centrum Vídeň)
- 2009 Glas als sieraad / Sklo v českém šperku, Kunstwinkel´t Walvis, Schiedam
- 2009 Glass in Czech Jewelry, Tjeckiska centret Stockholm (České centrum Stockholm)
- 2010 Glass in Czech Jewelry, Muzeum kinematografii v Łodzi
- 2013 70 let tavené skleněné plastiky, Městské muzeum v Železném Brodě[7]
- 2013 Učitelé po škole, Galerie Vlastimila Rady, Železný Brod[8]
- 2015 Umění Pojizeří: 55, Muzeum a Pojizerská galerie Semily
- 2020/2021 Designová 10°: Designové novinky z muzejních sbírek 2010–2019 (Mezinárodní trienále skla a bižuterie 2020), Muzeum skla a bižuterie v Jablonci nad Nisou
- 2022 Sladká Francie aneb současný český skleněný šperk a bižuterie, České centrum Paříž
- 2022 Vesmír – Současné studiové sklo a šperk, Muzeum skla a bižuterie v Jablonci nad Nisou[9]

### Katalogy

#### Autorské
- Věra Vokáčová: Zdeňka Laštovičková: Šperk, Galerie Karolina, Praha

#### Kolektivní
- Věra Vokáčová, Český šperk 1963-1983, Středočeské muzeum, Roztoky 1983
- Sylva Petrová, Užité umění výtvarných umělců do 35 let, SČVU 1987
- Antonín Langhamer, Jozef Soukup a jeho žáci, SČVU 1989
- Věra Vokáčová, Kov a šperk: Oborová výstava, Unie výtvarných umělců České republiky 1990
- Warwick Festival, New Frontiers, Leamington Spa Art Gallery & Museum, Leamington Spa 1993
- Alena Křížová, Kov - šperk, Brno 1993
- Veronika Schwarzinger, Jiří Šibor, Glass in Czech Jewelry (Contemporary Jewelry), Vídeň 2009
- Lenka Patková, Umění Pojizeří, Muzeum a Pojizerská galerie Semily 2015
- Petr Nový, Designová 10° / Decade of Design (2010–2019), Muzeum skla a bižuterie v Jablonci nad Nisou 2020, ISBN 978-80-86397-35-1

### Články
- Daniela Krechlová, Dvě mladé šperkařky - Lenka Beranová a Zdeňka Laštovičková, Domov 3, 1987, s. 73
- Kateřina Nováková, Svět skla, stříbra a drahých kamenů, Klenotník-hodinář 10, 1999, s. 28-29

### Souborné publikace
- Antonín Langhamer, Jiří Jiroutek, Výtvarní umělci Jablonecka a Železnobrodska 1945-2015, Jablonecké kulturní a informační centrum, Jablonec nad Nisou 2016, ISBN 978-80-270-0165-1
- Alena Křížová, Proměny českého šperku na konci 20. století, Academia, Praha 2002, ISBN 80-200-0920-5